# 国際東船場113ビル

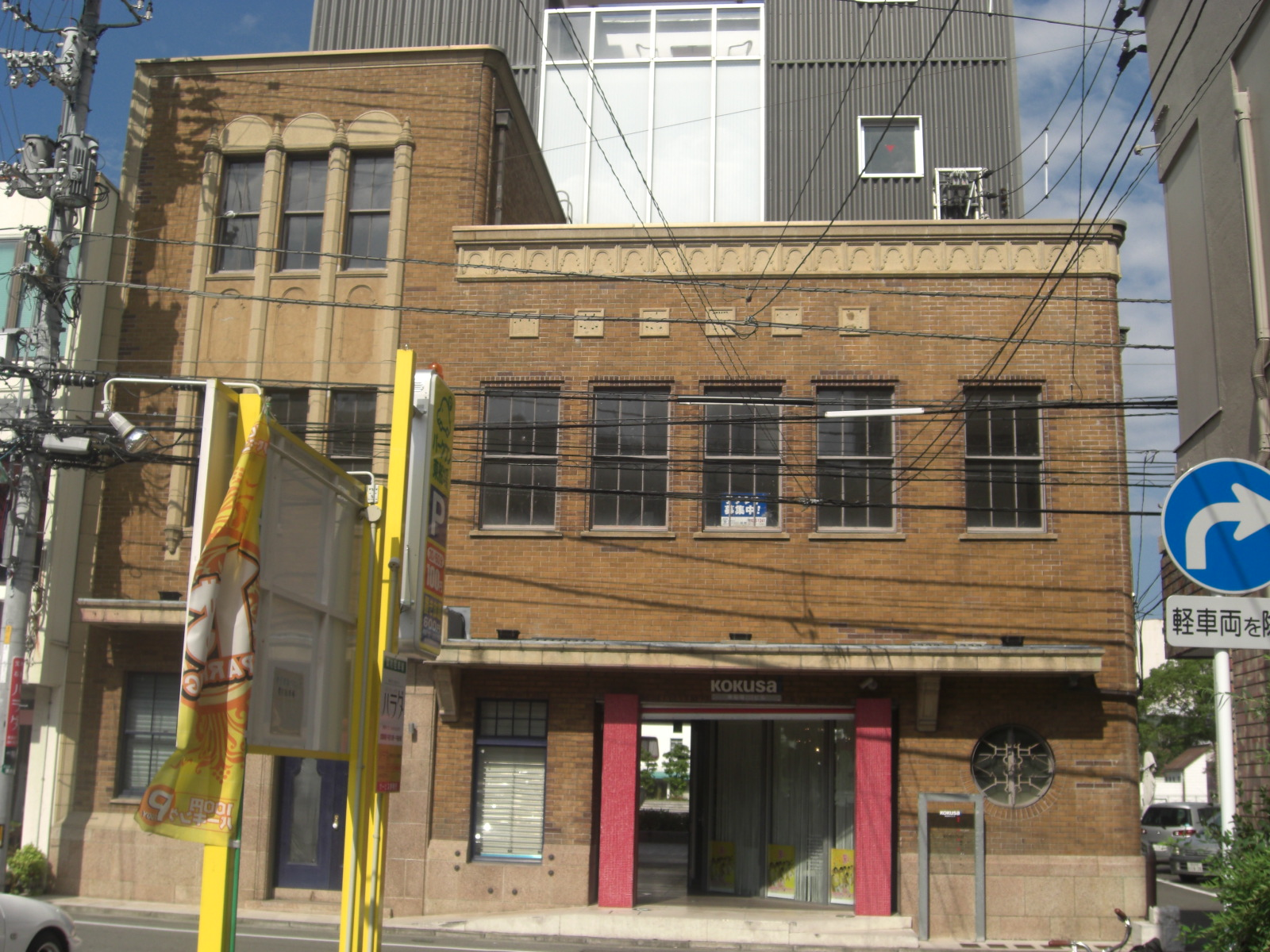
旧館の旧高原ビル（2007年3月）

国際東船場113ビル（こくさいひがしせんば113ビル）は、徳島県徳島市東船場町一丁目に位置する商業ビル。旧称はTiO-TAKAHARA。光の八十八ヶ所めぐりに選定。1932年（昭和7年）に建造された旧館「旧高原ビル」と1998年（平成10年）に増築された新館（本館）で構成される新旧ふたつの顔を持つ複合ビルである。

## 概要
1998年（平成10年）に新館が増築され、高原石油株式会社（2007年廃業）の本社ビル「TiO-TAKAHARA」として開業。変わって2008年（平成20年）5月に株式会社国際（徳島市の総合建設業者、社長：山田隆生）の所有となり、「国際東船場113ビル」としてリニューアルされた。新町川に架かった新町橋たもとのしんまちボードウォークと、それに並行する東船場通りに面した位置にある。1階の通路は通り抜けができ、新館（ボードウォーク）側と旧館（東船場通り）側を接続している。
新館と旧館の特徴
ボードウォーク側に建設された鉄骨造5階建ての新館はカフェやデジタルコンテンツ制作会社等の店舗が入居しており、2009年（平成21年）4月にはufotableの徳島スタジオが開設された。
東船場通りに面した旧館の「旧高原ビル」は鉄筋コンクリート造3階建てで、昭和初期の都市建築の様式を残すビルとして1997年（平成9年）に国の登録有形文化財に登録された。1945年（昭和20年）7月の徳島空襲で、市内一円焦土と化したが、この建物は当時では珍しかったドイツ製亀甲網入の窓ガラスのおかげで戦火を免れた。なお、大火による熱割れや縦横に亀裂が走る窓ガラスもそのまま残されている旧館の2階には、個展・展示会などのギャラリーとして利用される「新町川文化ギャラリー」がある。

## 施設
2017年1月時点の入居テナント。
1F
- 株式会社unieef
- terrace38（クラフトビール・フィリピン料理・カフェ）

2F
- ufotable Cafe
- 新町川文化ギャラリー（旧館）

3F
- atelier（旧館）
- 株式会社アールホーム
- 株式会社ワイヤーエナジー

4F
- ufotable 徳島スタジオ

5F
- ゲストハウス東船場

## 新町川文化ギャラリー
1932年（昭和7年）に建造された鉄筋コンクリート3階建ての「旧高原ビル」は現在、国際東船場113ビルの旧館となっているが、歴史あるこのビルの2階の一室を個展・展示会などのギャラリーに利用している。
展示スペースとして公開し、人々に活用されるテナントビルとして使用しながらも保存していくということで、歴史研究家からも保存に期待が寄せられている。

## 交通
鉄道
JR「徳島駅」より徒歩約10分
自動車
徳島自動車道「徳島インターチェンジ」より約5km

## ギャラリー

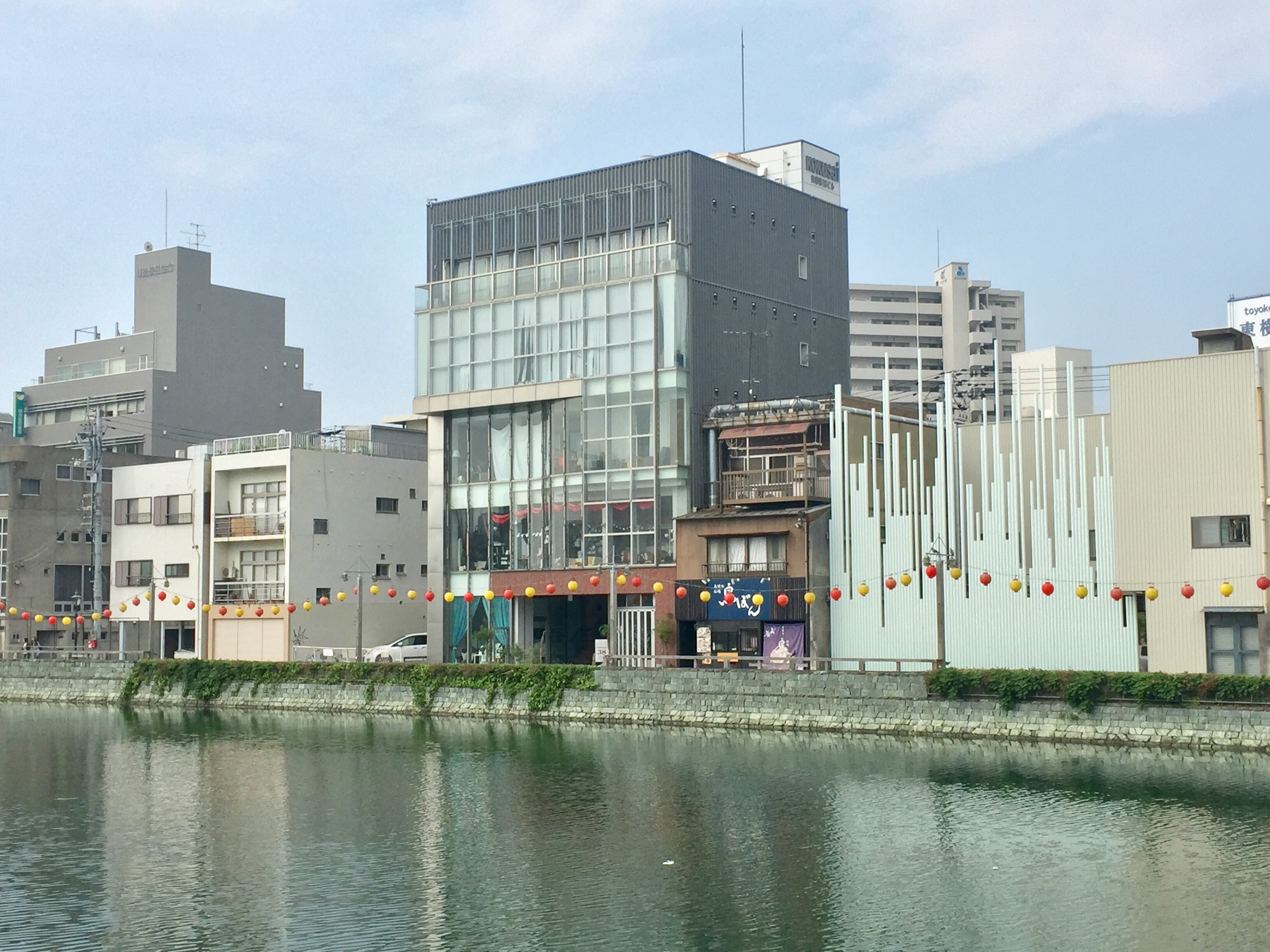
しんまちボードウォーク沿いの建物、画像中央部に新館の当ビル（2017年8月）
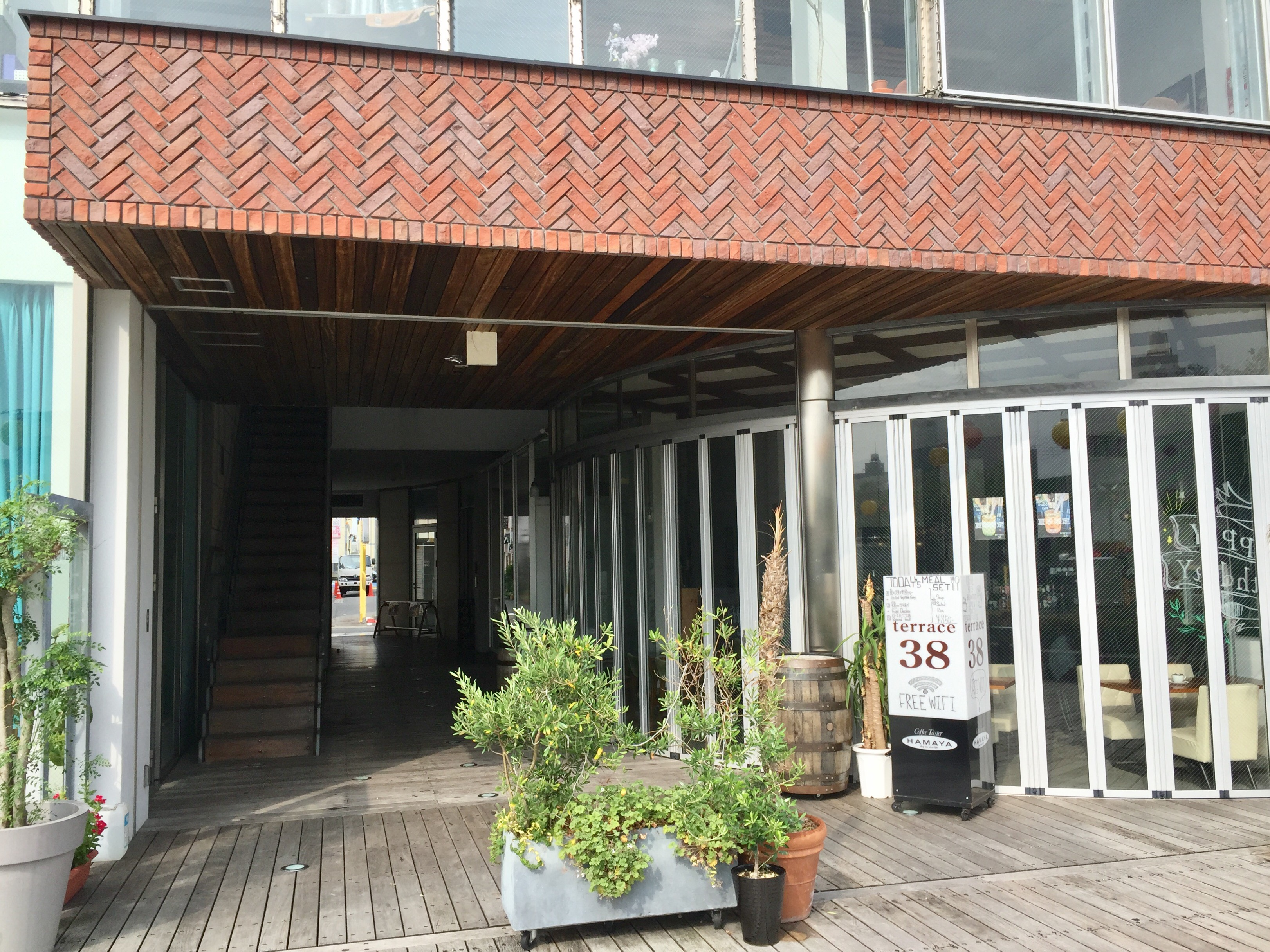
1階の通路、新館側から旧館側に通り抜けが可能（2017年8月）

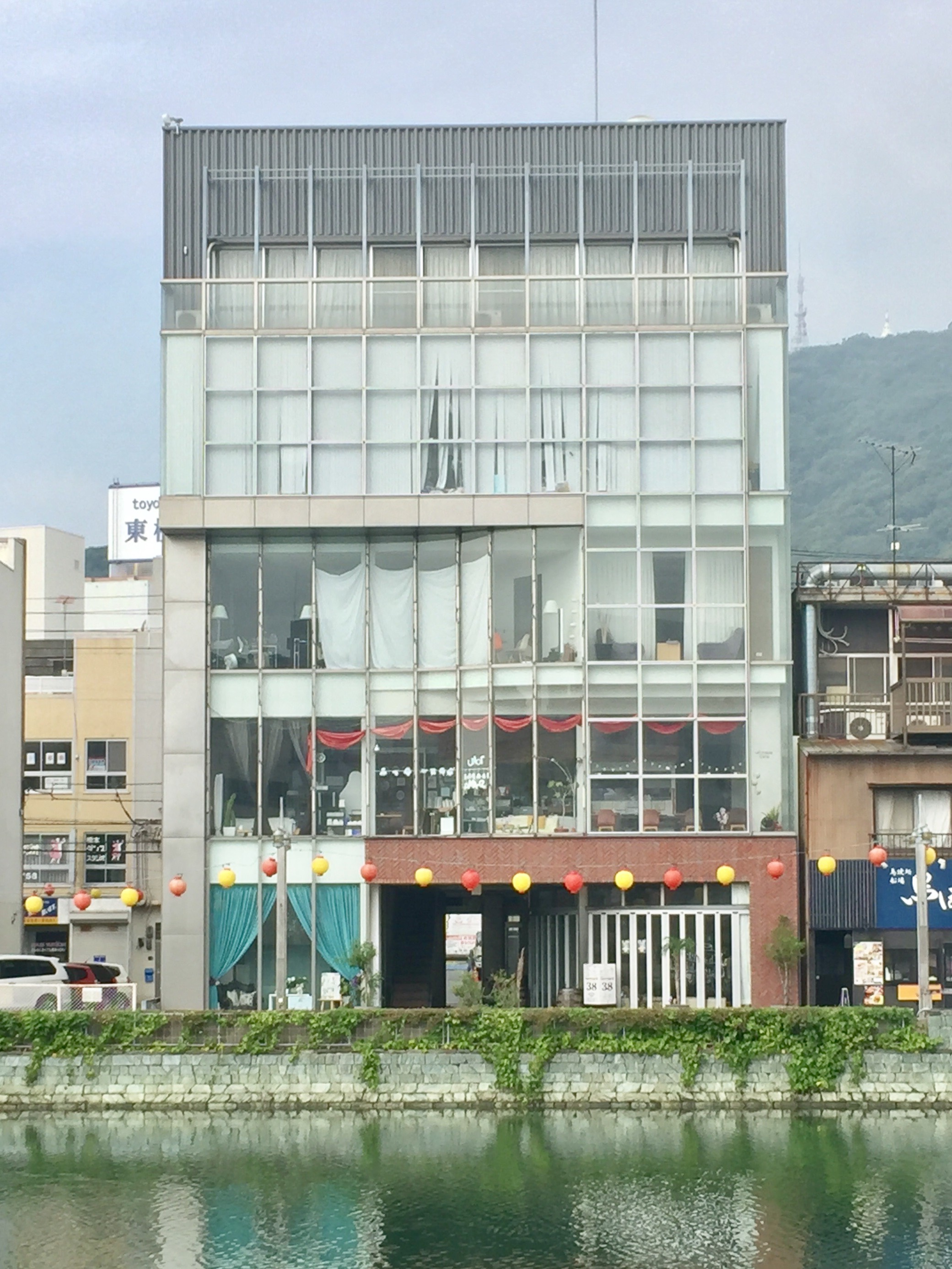
新館を正面から撮影（2017年8月）
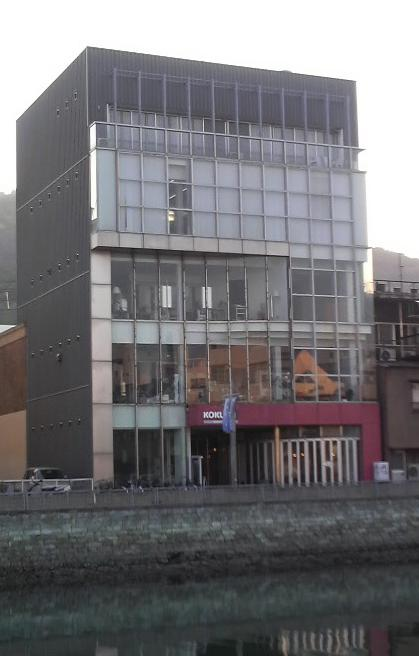
2011年撮影の新館、1階通路上部の装飾が現在と異なっている（2011年3月）
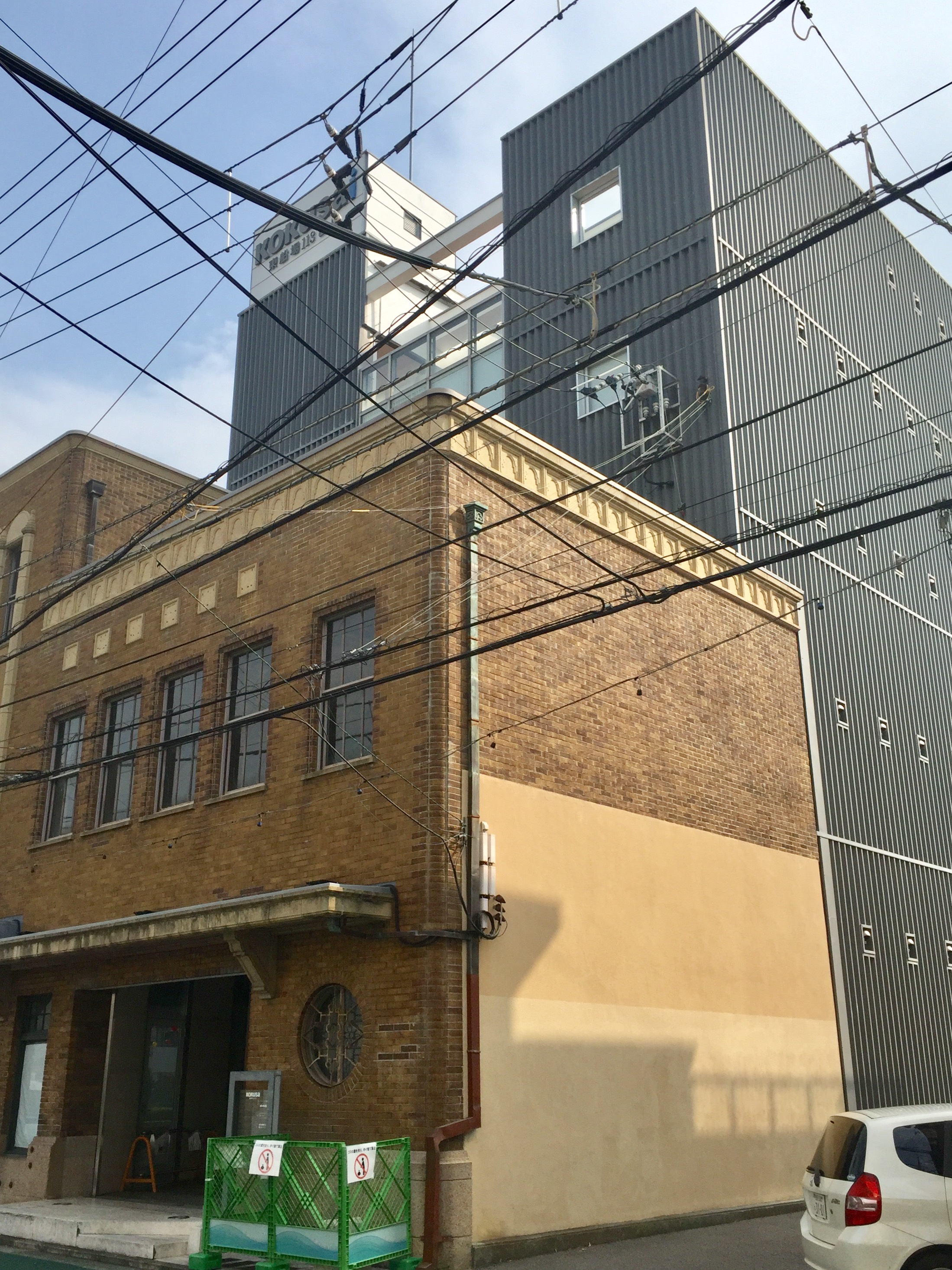
旧館の旧高原ビルと新館、増築の様子が分かる（2017年8月）